# Acido undecanoico
L'acido undecanoico detto anche undecilico è un acido carbossilico. È un acido grasso saturo con 11 atomi di carbonio.
Può essere rilevato in natura nel burro ed in alcuni oli essenziali.
Può essere prodotto assieme all'eptanal per pirolisi dell'acido ricinoleico
Come intermediario di lavorazione, specie in forma di metil estere , può essere impiegato nelle produzioni plastiche.
Il Rilsan o Naylon-11 è un poliamide ricavato dall'acido 11-amino-undecanoico.
Nella cosmesi, con nome UNDECANOIC ACID, può essere utilizzato come ingrediente antiseborroico, co-emulsionante, antimicrobico ed antifungino